# Винтерштайн, Генрих
Генрих Армин Хериберт Винтерштайн (нем. Heinrich Armin Heribert Winterstein; 1 июня 1912, Кемптен, Германская империя — 20 апреля 1996, Мюнхен, Германия) — оберштурмфюрер СС, служащий зондеркоманды 11b в составе айнзацгруппы D.

## Биография
Генрих Винтерштайн родился 1 июня 1912 года в семье военнослужащего. Посещал гимназию в Мюнхене и в 1931 году сдал экзамены на аттестат зрелости. Впоследствии изучал юриспруденцию, но после двух семестров бросил обучение из-за смерти отца. В 1932 году практиковался на химическом заводе Stock в Штарнберге, где впоследствии стал директором завода. В 1933 году был зачислен в ряды СС. В 1934 году в течение короткого времени состоял в конной группе СС в Штарнберге. В 1936 году был переведён в пограничную охрану СС. В 1937 году поступил на службу в ведомство гестапо в Берлине в отдел пограничной полиции. 1 мая 1937 года вступил в НСДАП (билет № 5017788). 
С начала Польской кампании состоял в айнзацгруппе специального назначения под руководством группенфюрера СС Удо фон Войрша. Это подразделение проводило массовые расстрелы евреев. Весной 1940 года стал помощником комиссара уголовной полиции. Винтерштайн воспользовался предоставленной ему возможностью посещения учебных курсов для подготовки молодых кадров к службе в партийных и государственных органах в Берлине. В рамках курса изучал право летом 1940 года. В мае 1941 года был направлен в школу пограничной полиции в Прече, где присоединился к зондеркоманде 11b. В августе 1941 года лично участвовал в расстреле 40 еврейских мужчин, женщин и детей в Бендерах. В октябре 1941 года по приказу командира зондеркоманды 11b Бруно Мюллера организовал уничтожение 500 евреев в Одессе в ответ на взрыв здания румынской городской комендатуры. В октябре 1941 года был отозван в Берлин для продолжения обучения. С августа 1944 года и до конца войны служил в качестве представителя генерального инспектора таможенной пограничной охраны в имперском министерстве финансов.
В конце войны был интернирован в Гмундене в Австрии. В 1945 году прибыл в Мюнхен, где работал в штаб-квартире армии США. 22 февраля 1949 года денацификационная палата в Мюнхене классифицировала его как «соучастника». Впоследствии был коммерческим директором оптовой компании пряжи в Мюнхене. В 1952 году устроился на работу юрисконсультом в аудиторскую фирму. В 1963 году стал вести частную практику в качестве юриста по экономическим вопросам. В 1967 году возглавил собственную юридическую фирму. 12 мая 1971 года был арестован, но освобождён под залог. 29 марта 1974 года был приговорён земельным судом Мюнхена за пособничество в убийстве в 40 случаях к 3 годам лишения свободы.